# Јован Јоветић
Јован Јоветић (Подгор, код Цетиња, 13. септембар 1906 — Торонто, 20. новембар 1987) био је српски професор, писац, теолог и припадник Југословенске војске у отаџбини.

## Биографија
Рођен је 13. септембра 1906. године у црмничком селу Подгор (код Цетиња) у сиромашној породици Ника и Стане (рођ. Вукановић). У месту рођења завршио је основну школу и нижу гимназију а после тога је завршио богословију на Цетињској богословији и теологију на Богословском факултету Универзитета у Београду као најбољи у класи. Био је професор и васпитач у Цетињској богословији од 1933. до 1941. године. Тамо је обављао и друге друштвене функције. Био је секретар Професорског друштва за Зетску бановину и секретар Демократске странке за Цетиње.
После капитулације Југославије 1941. године, Јоветић је као резервни официр Југословенске војске интерниран у италијанском логору у Албанији. Напором митрополита Јоаникија (Липовца) бива ослобођен. По повратку из заробљеништва прикључио се покрету отпора ђенерала Михаиловића у коме је служио у просветном одбору Врховне четничке команде за Црну Гору и Боку Которску. Заједно са митрополитом Јоаникијем и великим бројем свештеника, народа и националних трупа се повукао ка Босни, 13. новембра 1944. године. На крају рата, 1945. године, успео је да пређе у Италију. По препоруци патријарха српског Гаврила, прелази са групом српских богослова крајем 1946. године у Енглеску и у Дорчестер колеџу предаје српским теолозима. У својим мемоарима, патријарх Гаврило га наводи као кључног сведока ратних дешавања у Црној Гори. На позив сестре Видосаве, преселио се у Канаду 1947. године.
У емиграцији наставио је да води антикомунистичку борбу писањем. Био је уредник Гласа канадских Срба у Виндзору од августа 1948. до септембра 1953. године, а после тога стални дописник Америчког Србобрана од 1967. до 1977. године. У овим и другим листовима објавио је велики број чланака и расправа из разних области знања. Поред доктората на Богословском факултету, одбранио је и докторат на универзитету Јан Хус у Аризони. Био је члан црквено-школске општине Свети Сава у Торонту и написао је прву резолуцију епархијске скупштине.
Преминуо је у Торонту, 20. новембра 1987. године, седећи у столици са књигом у руци. Сахрањен је на торонтском гробљу Јорк. Иза себе је оставио супругу Драгињу.

## Дела
- „Одјеци српске прошлости: есеји, говори, полемике” (Мишић принтинг, 1985)
- „Васкрсење Христово: Религија и наука” (Лио, 2017)[2]